# Sanguirana igorota
Espèce
Synonymes
- Rana igorota Taylor, 1922
- Hylarana igorota (Taylor, 1922)

Statut de conservation UICN

 VU B1ab(iii) : Vulnérable
Sanguirana igorota est une espèce d'amphibiens de la famille des Ranidae.

## Répartition
Cette espèce est endémique du Nord de l'île de Luçon aux Philippines. Elle se rencontre entre 850 et 950 m d'altitude dans la cordillère Centrale,.

## Publication originale
- Taylor, 1922 : Additions to the herpetological fauna of the Philippine Islands, II. The Philippine journal of science, vol. 21, p. 257-303 (texte intégral).